# Мулова черепаха Крейзера
Мулова черепаха Крейзера (Kinosternon creaseri) — вид черепах з роду Американські мулові черепахи родини Мулові черепахи. Інша назва «юкатанська черепаха».

## Опис
Загальна довжина карапаксу досягає 10—12,1 см. Спостерігається статевий диморфізм: самці більші за самиць. Голова середнього розміру. Морда опукла, кінчик верхньої щелепи витягнутий та загострений. На підборідді є 4 вуса. Карапакс подовжений, яйцеподібний, трохи піднятий догори. У молодих черепах присутні 3 слабкі поздовжні кілі. Пахвові щитки невеликі. Пластрон має значні розміри. У самців товстий довгий хвіст закінчується шипом.
Голова і шия зверху чорні зі світлими плямами. Нижня та бічна частина голови світло—сірі з чорними смугами. Карапакс темно—коричневий. Пластрон і перетинка жовто—коричневі з темними облямівками щитків. Кінцівки сірувато—коричневі.

## Спосіб життя
Полюбляє центоти (водойми у вапняних порожнинах карстових промоїн). Сухий час проводить у сплячці на дні пересихаючих водойм. Активна лише у період дощового сезону з липня по жовтень. Ця черепаха досить агресивна. Харчується равликами, комахами, гробаками, зрідка рослинами та фруктами.
Статева зрілість настає у 10—15 років. Самиця відкладає 1 яйце розміром 38,2×19,1 мм, вагою 8,9 г. За сезон буває 2—3 кладки.

## Розповсюдження
Мешкає на півострові Юкатан у Мексиці: штати Юкатан, Кампече, Кінтана-Роо.